# Luca Brasi 3
Luca Brasi 3 è il sedicesimo mixtape del rapper statunitense Kevin Gates, pubblicato nel 2018. Nel 2019 la RIAA lo certifica disco d'oro. Il terzo mixtape album della serie Luca Brasi è un ritorno in forma per Kevin Gates, pubblicato subito dopo il suo rilascio dalla prigione. Disco molto atteso dal pubblico, personale e privo di ospiti, la critica si esprime negativamente sui testi e sulla produzione, giudicati deboli, ma rafforzati dal personaggio criminale e dal suo fascino.
Luca Brasi 3 esordisce al quarto posto nella Billboard 200 vendendo nella prima settimana 78.000 unità equivalenti ad album, incluse 18.000 copie fisiche. Il 9 luglio 2019, la RIAA lo certifica disco d'oro per il mezzo milione di copie vendute.
| Recensione  | Giudizio |
| ----------- | -------- |
| Pitchfork   | [ 2 ]    |
| Consequence | B        |

## Tracce
1. Discussion – 2:42
2. Shakin' Back – 2:49
3. Ridiculous – 3:03
4. Money Long – 2:49
5. I Got U – 3:09
6. Great Man – 2:56
7. Find U Again – 4:12
8. Adding Up – 3:26
9. In God I Trust – 3:33
10. Me Too – 3:22
11. Servin' H – 3:44
12. Wrong Love – 2:55
13. Luca Brasi Freestyle – 4:04
14. Shoulda – 2:43
15. Kung Fu – 3:04
16. Don't Know – 2:40
17. Tryna Yea – 3:22
18. M.A.T.A – 3:39